# Avicularia aurantiaca
Avicularia aurantiaca är en spindelart som beskrevs av Bauer 1996. Avicularia aurantiaca ingår i släktet Avicularia och familjen fågelspindlar.
Artens utbredningsområde är Peru. Inga underarter finns listade.

## Bildgalleri

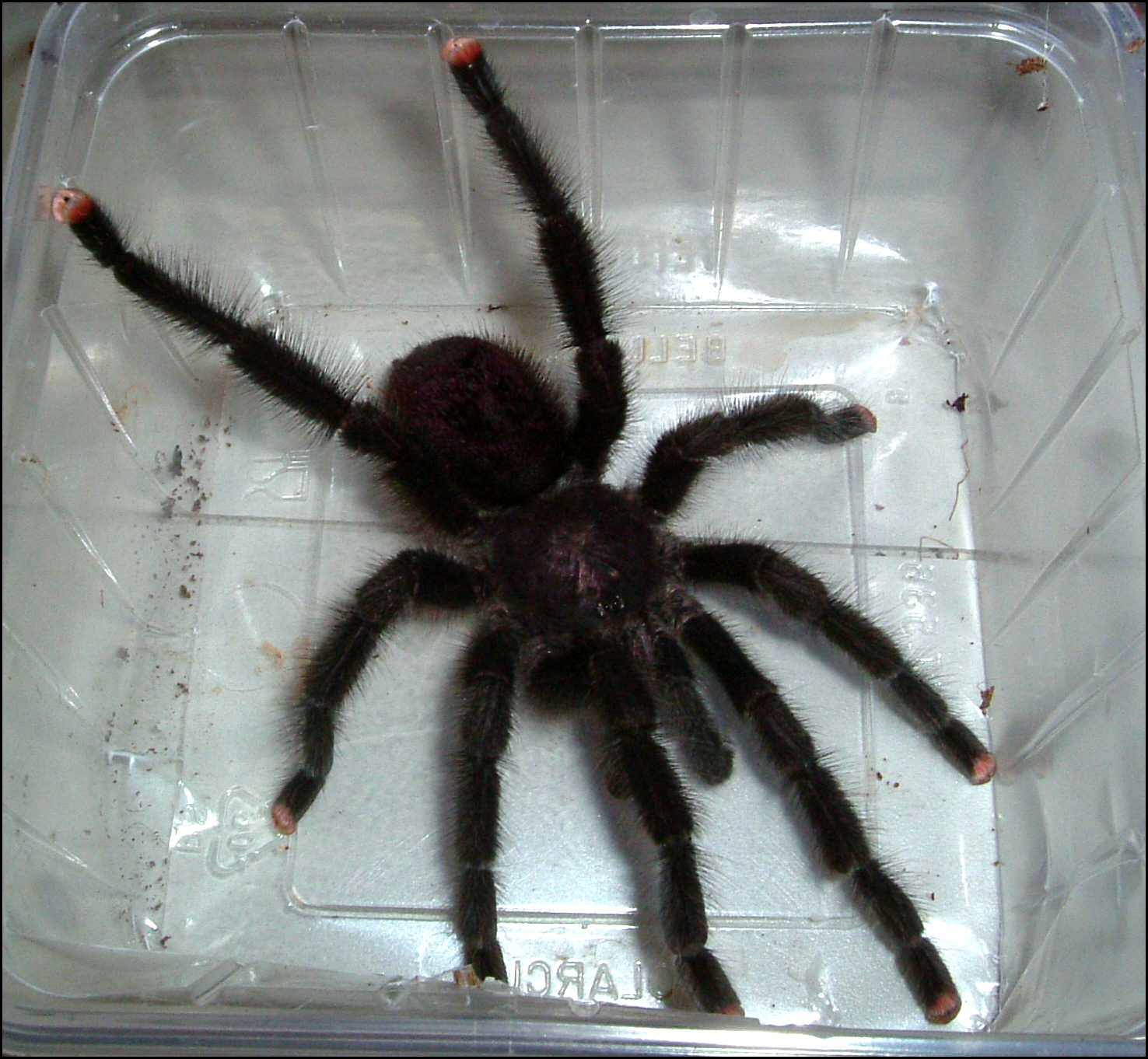
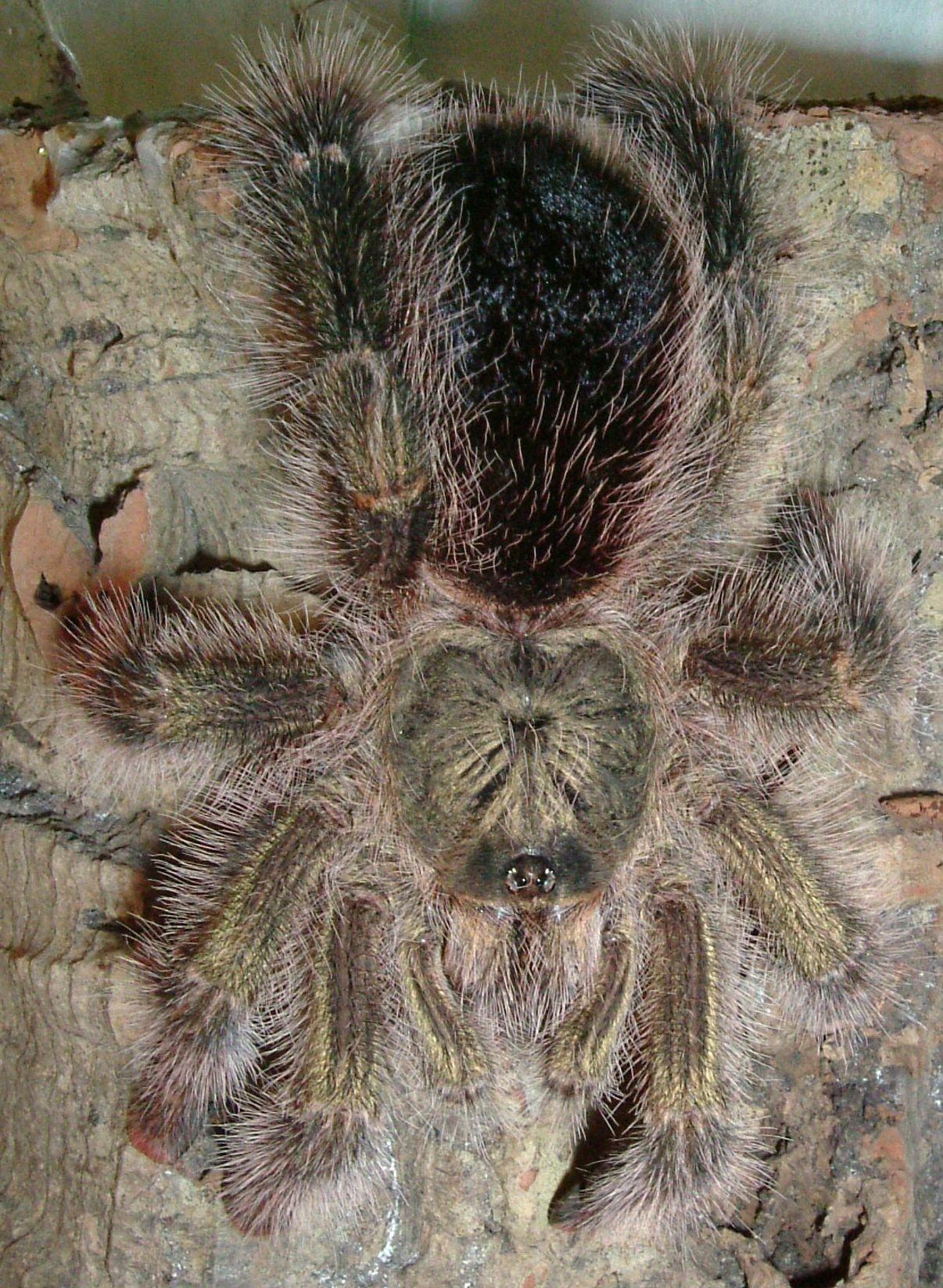
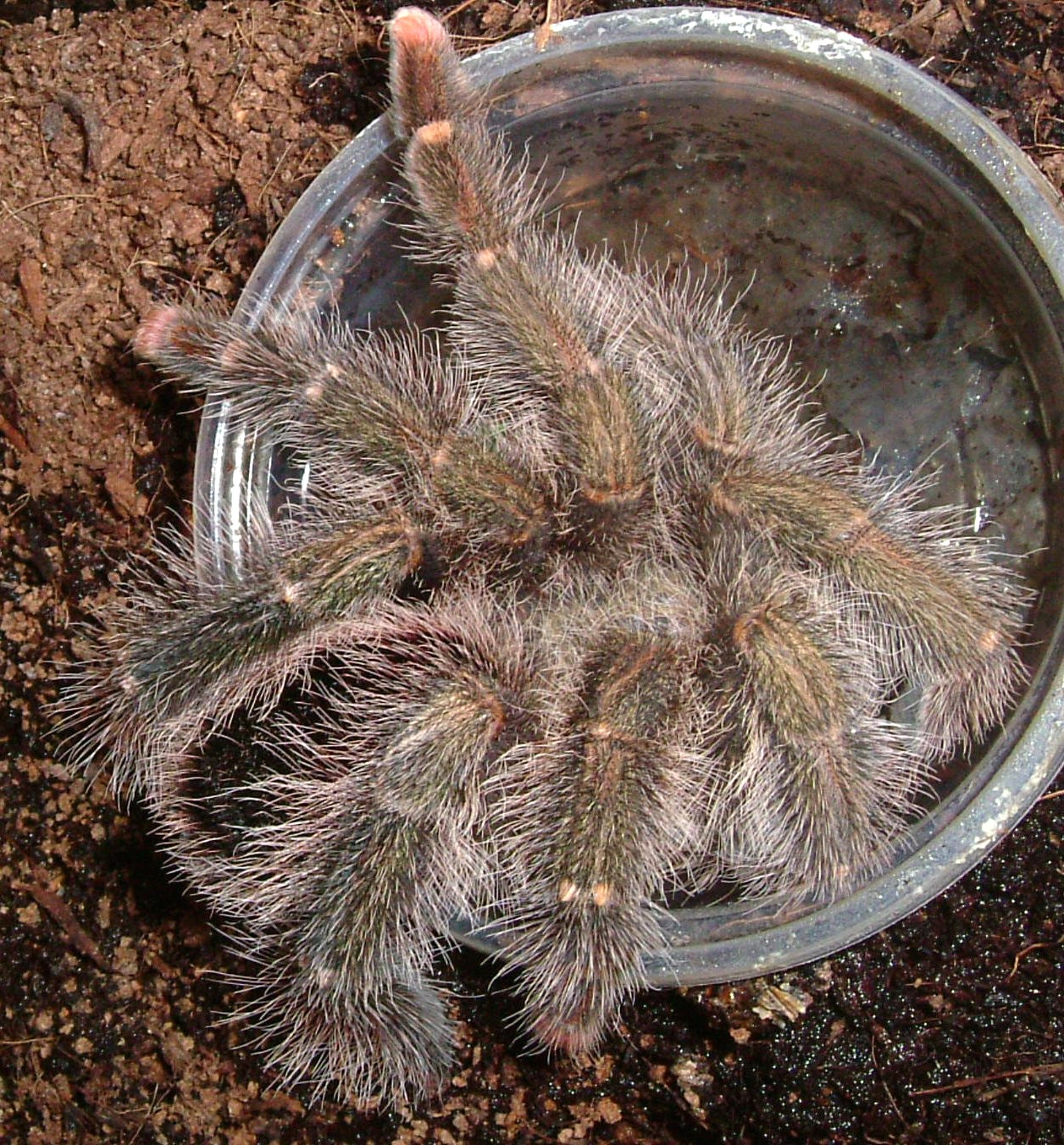
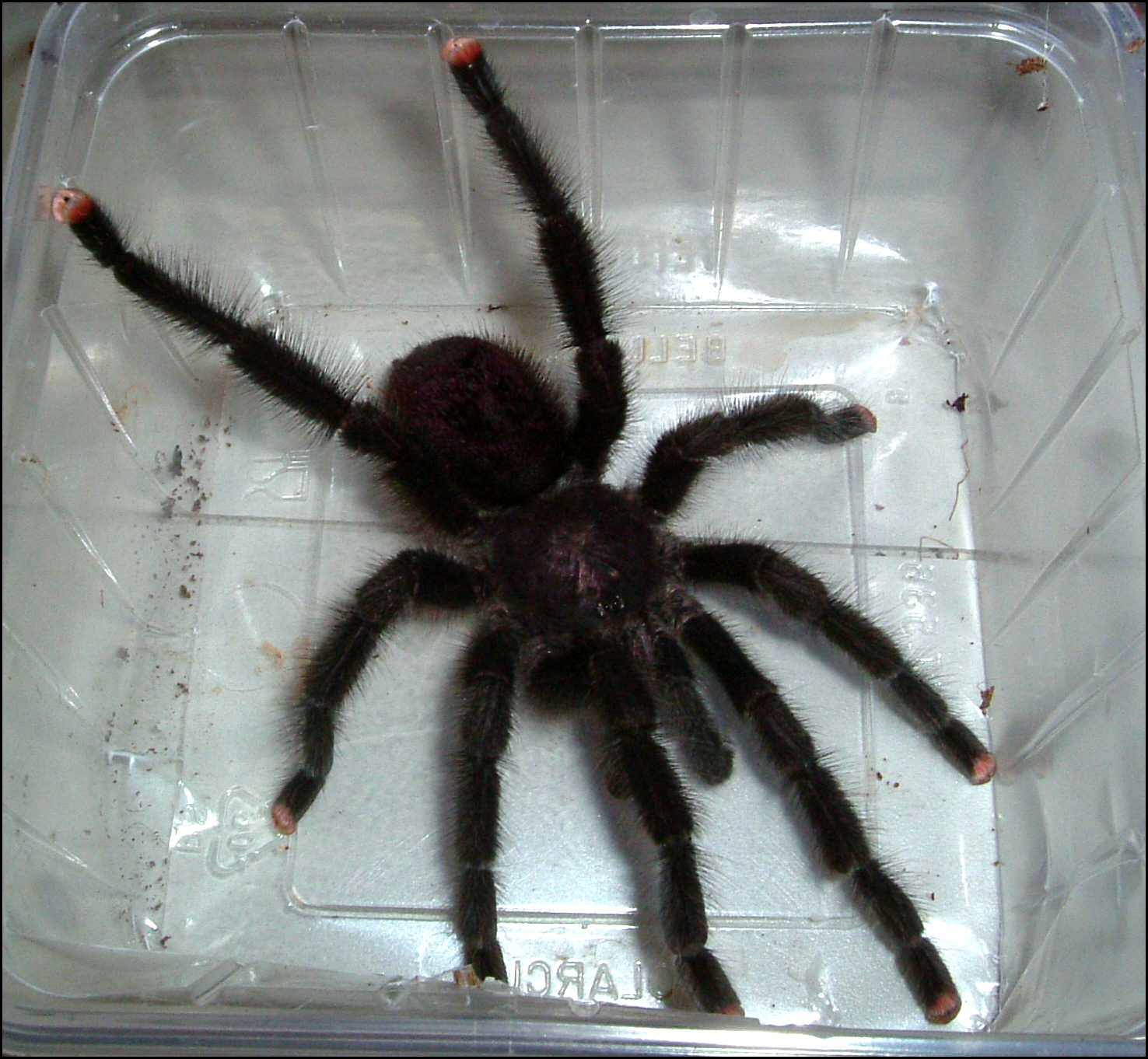